# Scuola dei Compravendi Pesce
La schola de la Presentazione dei compravendi pesse (ou pesce) abritait l’école de dévotion et de charité de l’art des vendeurs de poisson et d'oiseaux de Venise. Elle est située aux campo dei Carmini, 2609-2610 dans le sestiere de Dorsoduro.

## Historique
Cette schola date d'avant octobre 1430 ; son chapitre fut compilé en 1301.
Sa patronne est la Beata Vergine Maria della Purificazione. Son autel se trouvait d'abord dans l'église San Giacometto et ensuite ce fut celui de la Madonna dei miracoli, quatrième autel dans l'aile droite (anciennement celui de l'école de San Nicolò dei mercanti).

## L'art des compravendi pesce

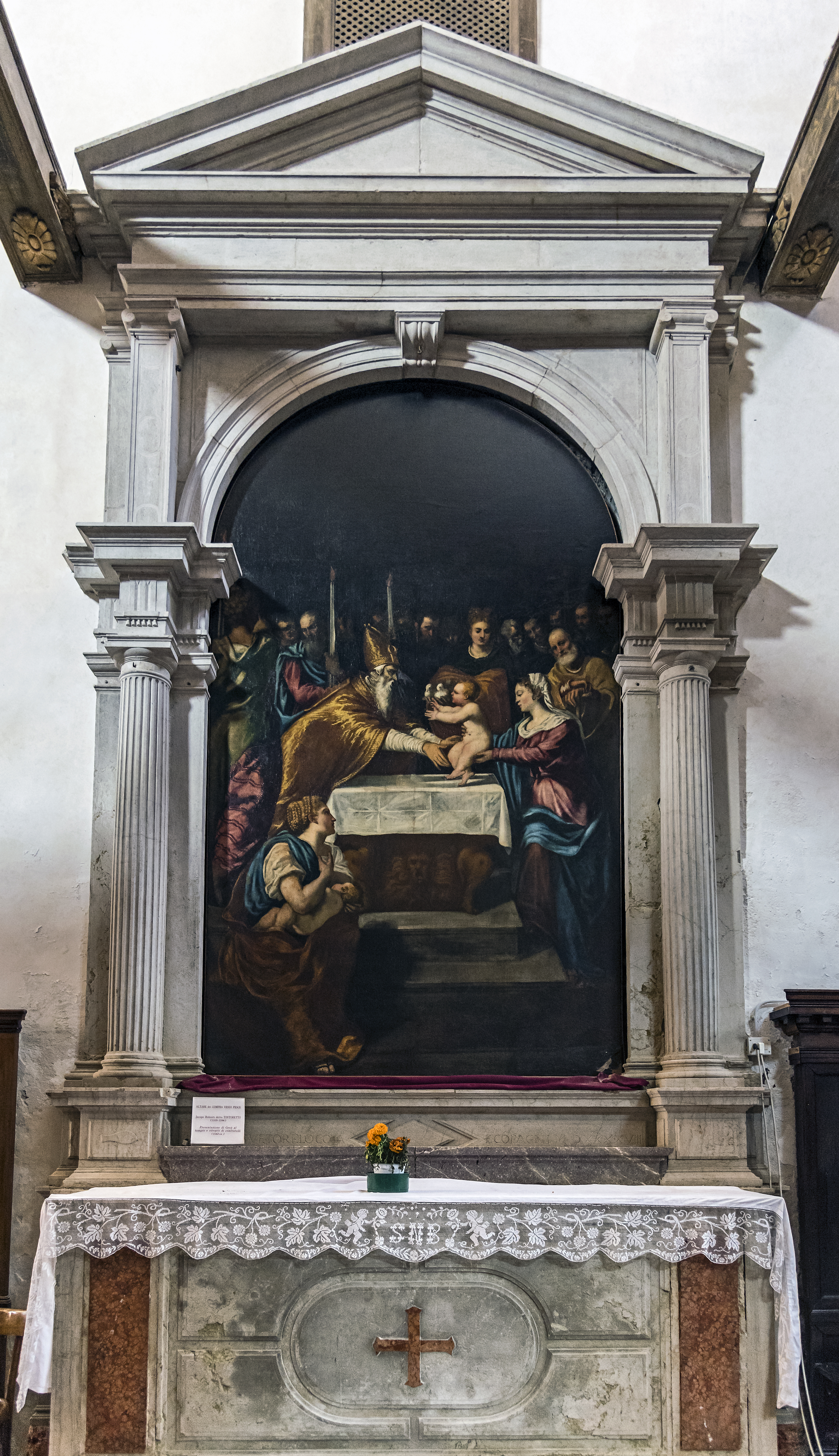
L'autel dei Compravendi Pesce à Santa Maria dei Carmini

L'art desv  rassemblait les vendeurs de poisson au pôle (en gros), mais aussi des oiseaux de mer. 
En 1433, il est établi que ceux qui ne sont pas domiciliés à Venise avec leur femme et leurs enfants ne peuvent exercer l'art. En 1455, il est décidé que ceux qui veulent devenir compravendi doivent d'abord abandonner la pêche et payer la cotisation (benintrada); s'ils veulent ensuite pêcher de nouveau, ils devront quitter l'activité commerciale à laquelle ils ne pourront retourner qu'après une période minimale de quatre ans et verser une cotisation majorée.
En 1477, un accord fut conclu entre la schola et les religieux de l'Église Santa Maria dei Carmini, selon lequel celle-ci accordera une chambre au rez-de-chaussée et une autre au cloître pour les réunions du Chapitre. Dans l'église, ils auront leur autel où ils pourront mettre les insignes de l'Art; dans le cloître du couvent ils auront quatre arches pour l'enterrement des compagnons. En 1484, les religieux donnèrent à titre gracieux à l'Art l'autel de la Madonna dei Miracoli, qui se trouvait sur la façade interne, près de la porte principale. Le schola peut le refaire à volonté, car il peut également percer le mur de la façade. L'autel refait  devient l'autel de la Purification.
En 1565, le Chapitre établit que pour adhérer à l'art, il faudra être nicolotto (la faction opposée aux castellani) ou pevegiotto (habitant de Poveglia), ayant dépassé l'âge de 50 ans et ayant pêché sans interruption pendant au moins 20 ans.
En 1598, en signe de gratitude, les religieux ont consenti à ce que le monument funéraire de Giacomo Foscarini soit élevé à l'intérieur de la façade, ce qui autorise à enlever les autels qui s'y trouvent et l'autel de la schola est donc déplacé vers l'aile droite, au-delà de la porte de la sacristie. En 1722, la schola, qui était autrefois bordée par la schola des marangoni da navi, était logée dans une salle au rez-de-chaussée du bâtiment (N.A.2609-2610 ) dans le campo qui va de l'angle de la façade de l'église jusqu'au pont.
Les statistiques de 1773 comptaient 158 inscrits.